# Schöpflin Aladár
Schöpflin Aladár Mihály (Maniga, 1872. október 4. – Budapest, 1950. augusztus 8.) Kossuth-díjas magyar műkritikus, irodalomtörténész, író, műfordító, a Magyar Tudományos Akadémia rendes tagja. Schöpflin Géza (1876–1960) költő, műfordító bátyja, Schöpflin Gyula (1910–2004) író apja, Schöpflin György (1939–2021) politológus, politikus nagyapja.

## Életpályája
Apja Schöpflin Gyula, a Zichy család uradalmi tiszttartója, anyja Greguss Hermina volt.
Evangélikus teológiai tanulmányait Pozsonyban végezte, filozófiát a Budapesti Egyetemen tanult. 1898-ban a Vasárnapi Ujság segédszerkesztője lett. Ezután a Huszadik Század munkatársa is volt. A Nyugatnak kezdettől fogva (1908) munkatársa, egyik vezető kritikusa volt. 1909-től a Franklin Társulat irodalmi titkára. 1918-tól a Vörösmarty Akadémia főtitkára volt. 1919-1923 között a Szózat című napilap irodalmi rovatvezetője volt. Az 1926-ban létrehozott Magyar PEN Club egyik szervezője volt. 1933-1942 között a Tükör című folyóiratnál a színházi rovatot vezette. 1936-tól a Kisfaludy Társaság tagja lett. 1941-től a Baumgarten-díj kurátora, valamint a Magyar Csillag társszerkesztőjeként működött Illyés Gyula mellett. 1948-ban a Magyar Tudományos Akadémia tiszteleti tagjává választotta.
Felesége Maderspach Irén (Bp., 1887. október 9. – Bp., 1977. január 13.) volt.

## Munkássága
Jelentős része volt Ady Endre, Móricz Zsigmond és mások elismertetésében. Sokat fordított angolból, franciából, németből. Szerkesztette a Magyar színművészeti lexikont. (Ebből a 2010-es években adatbázis is készült a WJLF munkacsoportjánál http://mek.oszk.hu/08700/08756/html/ ) Számos kisebb tanulmányt és esszét írt a magyar irodalom jeles alkotóiról, arcképvázlatokat a világirodalom klasszikusairól. Kritikusi érdeklődése kiterjedt a konzervatív irodalom képviselőinek műveire is (pl. Szabolcska Mihály, Bárd Miklós). Sok tanulmányban foglalkozott Gyulai Pál, Péterfy Jenő és Ignotus szerepével. Az 1920-as, 1930-as évek irodalmi vitáiba bekapcsolódott, békítő, egyeztető szándékkal írta írásait, felvázolta az irodalmi szakadás politikai hátterét, átfogó képet adott a századelő irodalmáról, elsősorban a Nyugat jelentőségéről.

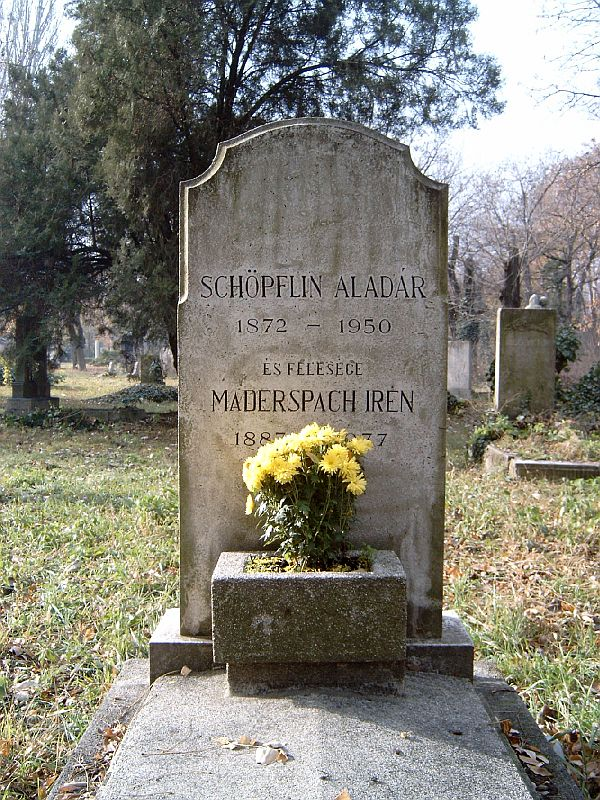
Schöpflin Aladár és Schöpflin Gyula sírja Budapesten. Kerepesi temető: 33-2-42.

## Művei

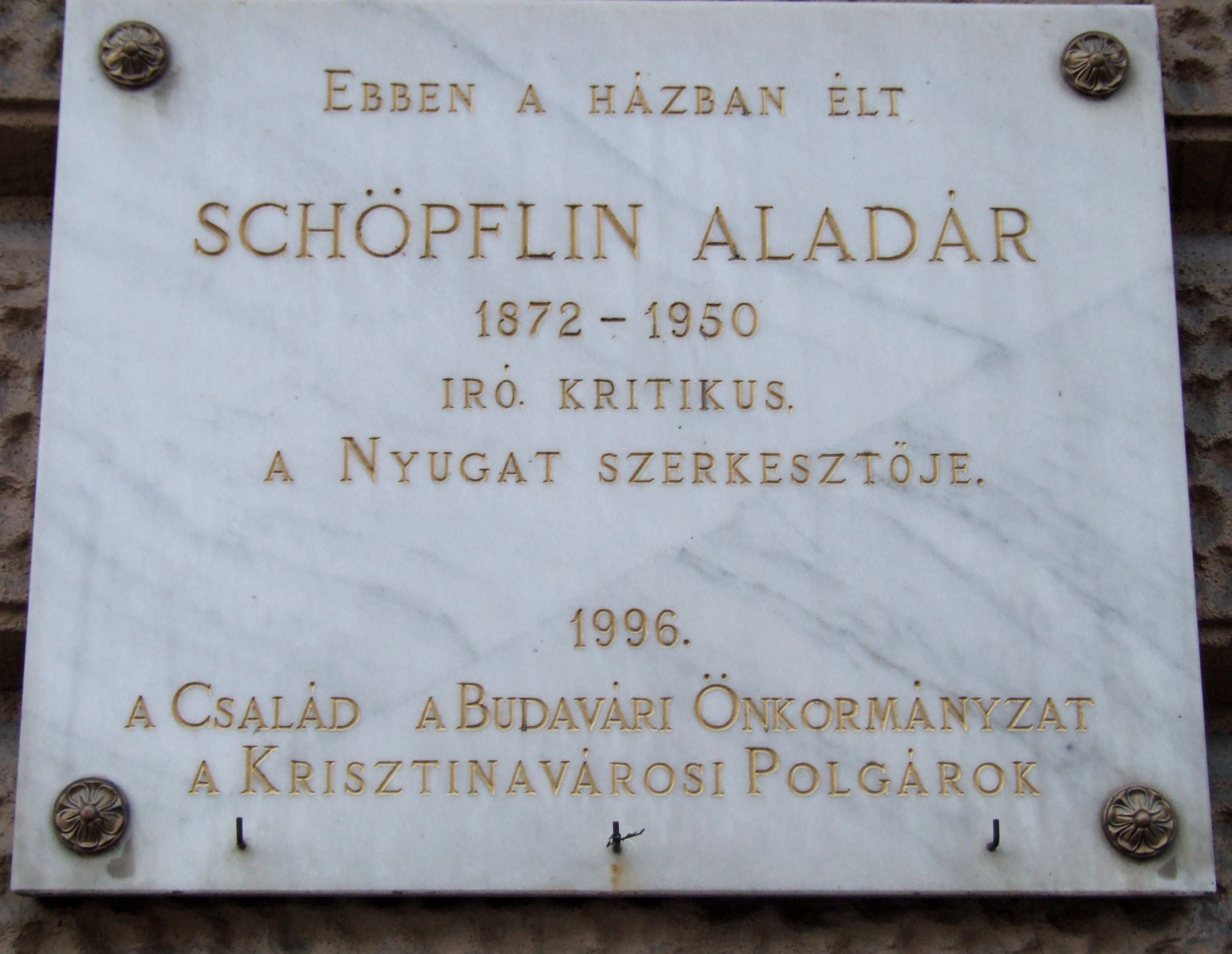
Emléktáblája:
I. kerület Attila út 79.

- Julien Gordon, Rezeda kisasszony. Elbeszélés, angolból ford. Bp., 1902.
- Elfrida és egyéb amerikai elbeszélések, angolból ford. Bp., 1903.
- Anthony Hope, Peggy a kotnyeles. ford. Bp., 1904.
- Hamlin Garland, Sötét zsarnokság, angolból ford. Bp., 1905.
- Amerikai elbeszélők. (Bret Harte, Mark Twain, Stockton) angolból ford. Bp., 1905. (Magyar Könyvtár 247.)
- Wilde Oszkár, Dorian Gray arczképe, angolból ford. Bp., 1907.
- Wharton Edith, A vidámság háza. Regény. Angolból ford. Bp., 1907.
- A haladás útján; Lampel, Bp., 1911 (Benedek Elek kis könyvtára)
- Magyar írók (1917)
- Magyar írók. Irodalmi arcképek és tollrajzok; Nyugat, Bp., 1917
- A piros ruhás nő. Regény; Franklin, Bp., 1921
- Mossóczy Pál szép nyara. Regény; Franklin, Bp., 1922
- Hatvani professzor feltámadása (elbeszélés, 1923)
- Kitli János szerencséje. Regény; Franklin, Bp., 1924
- Írók, könyvek, emlékek (1925)
- Vége a szép nyárnak (dráma, 1925)
- A piros ruhás hölgy (dráma, 1926)
- Az ördögfiókák. Gyermekregény; Franklin, Bp., 1926
- Balatoni tragédia; Franklin, Bp., 1927
- Magyar színművészeti lexikon. A színjátszás és drámairodalom enciklopédiája, 1-4.; szerk. Schöpflin Aladár; Színészegyesület, Bp., 1929-1931
- Ady Endre (1934)
- Őszi szivárvány (dráma, 1934)
- A magyar irodalom története a XX. században; Grill, Bp., 1937 (Babits Mihály–Gellért Oszkár–Schöpflin Aladár: A magyar irodalom a XX. században)
- Egy magyar könyvkiadó regénye; összeáll. Révay József, Schöpflin Aladár; Franklin, Bp., 1938
- Vihar az akváriumban; Franklin, Bp., 1939
- Mikszáth Kálmán (1941)
- Válogatott tanulmányok; vál., szerk., bev. Komlós Aladár; Szépirodalmi, Bp., 1967
- Schöpflin Aladár Móricz Zsigmondról; vál., előszó Réz Pál; Szépirodalmi, Bp., 1979
- Egy apolitikus elmélkedései; vál., sajtó alá rend., előszó, utószó Schöpflin Gyula; Századvég–Nyilvánosság Klub, Bp., 1994 (Ars scribendi)
- Schöpflin Aladár összegyűjtött levelei; sajtó alá rend., jegyz. Balogh Tamás; Pro Pannonia, Pécs, 2004 (Pannónia könyvek)
- Ady Endre; tan. Balogh Tamás; Polis, Kolozsvár, 2005 (Kettős tükörben)
- Schöpflin Aladár a Vasárnapi Ujságban, 1898–1921; sajtó alá rend. Széchenyi Ágnes; Argumentum, Bp., 2018